# Cantón de Betz
El cantón de Betz era una división administrativa francesa, que estaba situada en el departamento de Oise y la región de Picardía.

## Geografía
Cerca de las tres cuartas partes del territorio son tierras agrícolas constituidas por tierras arables consagradas principalmente a los grandes cultivos. A pesar del carácter rural de sus paisajes, el cantón de Betz está totalmente bajo la influencia urbana de París: en 1999, cerca del 80% de los activos trabajaban fuera del cantón, y prácticamente todos se dirigían hacia este polo económico.
A nivel local, el cantón se asocia con municipios de los cantones de Nanteuil-le-Haudouin y de Crépy-en-Valois para formar la Communauté de communes du Pays de Valois.
En términos demográficos, la población del cantón ha aumentado considerablemente entre 1975 y 1990 pues que se ha aprovechado de un aflujo de población, compuesto en su mayoría de familias procedentes de la región parisina, deseosas de poseer fincas. Pero desde el comienzo de los años 1990 este fenómeno de periurbanización se ha ralentizado, y el crecimiento demográfico del cantón se basa esencialmente en el excedente de los nacimientos respecto a los fallecimientos. Su población está constituida por una considerable proporción de adultos de 30 a 59 años de media. Esta población corresponde a varias olas de jóvenes parejas que vinieron a instalarse en los años 70.
En 2003, el ingreso fiscal medio por hogar alcanzaba los 17.317 €, menos elevado que en el cantón vecino de Nanteuil-le-Haudouin, donde los obreros son menos numerosos que en el cantón de Betz. Además, a pesar de la pérdida de cerca de la mitad de los empleos, la agricultura representaba ya en 1999 cerca del 15% de la actividad económica del cantón. Poco numerosas, las explotaciones son grandes y rentables. En último censo agrícola de 2000, las 89 explotaciones de un tamaño medio de 172 hectáreas estaban dedicadas en su mayoría a los grandes cultivos.
En 25 años, el cantón ha perdido el 25% de sus empleos industriales, que representaban a finales de los años 90 el 29% del aparato productivo. El fabricante de cabinas de aviones Les Stratifiés Strativer sigue siendo el más importante del cantón con 100 empleados.
Por último, en 1999, el sector terciario no representaba más que el 58% de los empleos, contra el 70% global del sur del Oise. Hay que destacar, sin embargo, que estos empleos se han multiplicado por dos.

## Composición
El cantón estaba formado por veinticinco comunas:
- Acy-en-Multien
- Antilly
- Autheuil-en-Valois
- Bargny
- Betz
- Bouillancy
- Boullarre
- Boursonne
- Brégy
- Cuvergnon
- Étavigny
- Gondreville
- Ivors
- La Villeneuve-sous-Thury
- Lévignen
- Mareuil-sur-Ourcq
- Marolles
- Neufchelles
- Ormoy-le-Davien
- Réez-Fosse-Martin
- Rosoy-en-Multien
- Rouvres-en-Multien
- Thury-en-Valois
- Varinfroy
- Villers-Saint-Genest

## Supresión del cantón de Betz
En aplicación del Decreto n.º 2014-196 de 20 de febrero de 2014, el cantón de Betz fue suprimido el 22 de marzo de 2015 y sus 25 comunas pasaron a formar parte del nuevo cantón de Nanteuil-le-Haudoin.